# نوغالس (بطليوس)
بلدية نوغالس (بالإسبانية: Nogales)‏, هي إحدى بلديات مقاطعة بطليوس, التي تقع في منطقة إكستريمادورا, والتي تقع في غرب إسبانيا.
يبلغ عدد سكانها 756 نسمة وفقاً لإحصائية سنة (2002).

## أعلام
- خوسيه أنطونيو راميريز لوزانو